# 长乐话 (闽东语)
长乐话（平話字：Diòng-lŏ̤h-uâ）是闽语闽东片的一种方言，通行于福建福州的长乐区。长乐话在语言学中属闽东片侯官小片，与福州话可以互通。馬祖通行的马祖话，与长乐话最为接近。
长乐话不论在语音、词汇和语法上都与福州话大同小异，但仍存在不少差别。例如福州话/n/、/l/两个声母混同，长乐话单字读音中只有/l/，/n/仅在字词连读时出现。在连读变调的规律中，也存在不少差异。字词方面，长乐话称“我”为“ŋui˧˧”，福州话则读作“ŋuai˥˥”。
由於國語運動推廣國語和推广普通话，长乐话的音韵开始向普通话靠拢，出现不少新派读音。

## 音韵体系
长乐话有14个基本声母、53个基本韵母和7个声调。

### 声调
| 標號 | 1       | 2       | 3       | 4         | 5         | 6       | 7     |
| 調類 | 陰平    | 陽平    | 上聲    | 陰去      | 陽去      | 陰入    | 陽入  |
| 音值 | ˦˦ (44) | ˥˧ (53) | ˨˨ (22) | ˨˩˩ (211) | ˧˦˧ (343) | ˨˧ (23) | ˥ (5) |
| 例字 | 剛知    | 陳才    | 展古    | 信蓋      | 近舅      | 急燭    | 藥合  |

## 连读音变
长乐话的连读音变包括连读变调和声母类化。